# Крепе
Крепе (фр. Crépey) насеље је и општина у североисточној Француској у региону Лорена, у департману Мерт и Мозел која припада префектури Тул.
По подацима из 2011. године у општини је живело 358 становника, а густина насељености је износила 17,13 становника/km². Општина се простире на површини од 20,9 km². Налази се на средњој надморској висини од 340 метара (максималној 434 m, а минималној 297 m).

## Демографија
| 1962. | 1968. | 1975. | 1982. | 1990. | 1999. | 2011. |
| ----- | ----- | ----- | ----- | ----- | ----- | ----- |
| 337   | 347   | 314   | 297   | 274   | 272   | 358   |

График промене броја становника у току последњих година